# Cosimo Cinieri
Pour les articles homonymes, voir Cinieri.
Cosimo Cinieri (né à Tarente le 20 août 1938 et mort à Rome le 19 août 2019) est un acteur, dramaturge et réalisateur italien.

## Biographie
Dès son plus jeune âge, Cosimo Cinieri pratique le théâtre : à partir de 1961, il fréquente l'école d'art dramatique à Rome, obtenant en 1963 son diplôme avec Alessandro Fersen (it). Il devient  acteur de théâtre et de cinéma, dramaturge et metteur en scène. Sa carrière théâtrale en tant qu'acteur et auteur a commencé par expérimenter les formes avant-gardistes, principalement aux côtés d'Alessandro Fersen, Carlo Quartucci (it) et Carmelo Bene.
Il joue dans deux éditions du Festival dei due mondi à Spolète. Depuis 1978, il dirige avec son épouse, la directrice et poète Irma Immacolata Palazzo, qui fut également l'assistante de Carmelo Bene, la Compagnia Teatrale Cinieri-Palazzo. Il a travaillé avec de nombreux réalisateurs, dont Franco Indovina, Lucio Fulci, Fernando Arrabal, Massimo Troisi, Luigi Magni, Bernardo Bertolucci et Edoardo Winspeare,.
En 1968, il fait partie du groupe d'acteurs qui soutiennent Carmelo Bene qui a présenté Notre-Dame des Turcs (Nostra Signora dei Turchi), à la suite de la controverse que le film suscita à la Mostra de Venise. Toujours avec Carmelo Bene, il produit S.A.D.E. et L'Otello o la deficienza della donna, en écrivant aussi certaines parties.
Cosimo Cinieri est mort à Rome le 19 août 2019 des suites d'une « longue maladie ».
Cosimo Cinieri est le neveu du dramaturge et écrivain Cesare Giulio Viola, le frère du metteur en scène et directeur de casting Francesco Cinieri et le père du cinéaste Leonardo Cinieri Lombroso.

## Filmographie partielle

### Cinéma
- 1971 : Tre nel mille de Franco Indovina
- 1973 : La Fureur d'un flic (La mano spietata della legge) de Mario Gariazzo
- 1975 : L'Arbre de Guernica (film) de Fernando Arrabal
- 1979 : Linea di sangue (Bloodline) de Terence Young
- 1981 : La tragedia di un uomo ridicolo de Bernardo Bertolucci
- 1982 : L'Éventreur de New York (Lo squartatore di New York) de Lucio Fulci
- 1982 : Manhattan Baby de Lucio Fulci
- 1984 : I guerrieri dell'anno 2072 de Lucio Fulci
- 1984 : Murderock - Uccide a passo di danza de Lucio Fulci
- 1987 : Selon Ponce Pilate (Secondo Ponzio Pilato) de Luigi Magni
- 1989 : Rébus (Rebus) de Massimo Guglielmi (it)
- 1991 : Mia dolce Gertrude d'Adriana Zanese
- 1993 :  Antelope Cobbler d'Antonio Falduto
- 1996 :  Intolerance
- 1996 : Pizzicata d'Edoardo Winspeare
- 1997 :  Le vie del Signore sono finite de Massimo Troisi
- 1997 : Consigli per gli acquisti, de Sandro Baldoni (1997)
- 1997 : Ultimo bersaglio d'Andrea Frezza
- 1999 :  La vespa e la regina d'Antonello De Leo
- 2001 :  Tre punto sei de Nicola Rondolino
- 2002 : Fortezza Bastiani de Michele Mellara
- 2003 : Il miracolo (film) d'Edoardo Winspeare
- 2003 : Il ronzio delle mosche de Dario D'Ambrosi (2003)
- 2003 : Poco più di un anno fa - Diario di un pornodivode  Marco Filiberti
- 2007 : Segretario particolare de Nicola Molino
- 2007 : Leçons d'amour à l'italienne 2 (Manuale d'amore 2 - Capitoli successivi) de Giovanni Veronesi
- 2011 : Oltre il mare de Cesare Fragnelli
- 2011 : Faccio un salto all'Avana de Dario Baldi
- 2013 : Ritual - Una storia psicomagica de Giulia Brazzale et Luca Immesi
- 2015 : Ameluk de Mimmo Mancini
- 2015 : A proposito di Franco de Gaetano Di Lorenzo

### Télévision
- Police maritime (Gente di mare), série télévisée italienne en 51 épisodes de 52 minutes créée par Paolo Calissano et Mauro Graiani, diffusée entre le 4 décembre 2005 et le 20 novembre 2007 sur Rai 1.